# السيد حافظ
السيد حافظ هو كاتب مصري من مواليد محافظة الإسكندرية بمصر، ولد عام 1948.

## السيرة الذاتية
السيد حافظ خريج قسم فلسفة واجتماع في جامعة الإسكندرية عام 1976 بكلية التربية، وعمل في مجلة صوت الخليح بالكويت عام 1976 وهو المسئول عن قسم الثقافة، وعمل أخصائي مسرح بالثقافة الجماهيرية بالإسكندرية من عام 1974 إلي عام 1976، وعمل بالمجلس الوطني للثقافة والفنون والآداب من عام 1978 إلي عام 1986 في الوظائف التالية: باحث صحفي سكرتارية تحرير سلسلة عالم المعرفة، مقرر لجنة تشجيع المؤلفات المحلية، مقرر ندوة التراث والمسرح العربي، سكرتارية معرض العربي في الكويت، وسكرتارية مجلة الثقافة العالمية، وعمل في جريدة السياسة الكويتية من عام 1977 إلي عام 1987 في الأقسام الآتية: صفحة الثقافة، صفحة الفن، ملحق كل يوم، مجلة مرآة الأمة، جريدة الهدف، قسم التحقيقات، قسم شؤون عربية، صفحة فن تشكيلي، صفحة المجتمع، سكريارية تحريري (ديسك)، وهو مستشار تطوير برامج الانيمشن (رسوم متحركة) بمؤسسة صخر عام 1994، وكان مدير تحرير مجلة الشاشة بدبي (مؤسسة الصدي) من عام 2006 إلي عام 2007، ومدير تحرير مجلة المغامر بدبي (مؤسسة الصدي) من عام 2006 إلي عام 2007، ومستشار اعلامي بدبي (مؤسسة الصدي) من عام 2006 إلي عام 2007، ومدير مكتب مجلة أفكار بالقاهرة، وكان مدير مركز الوطن العربي للنشر والإعلام لمده خمسة سنوات، وعمل بجريدة السياسة الكويتية لمدة سبعة سنوات، ومستشار تطوير البرامج الموجهة لمؤسسة الإنتاج البرامجي المشترك لدولة الكويت، وهو أول كاتب عربي تنشر له المملكة البريطانية سبعة أعمال مسرحية باللغة الإنجليزية، وهو أيضًا أول كاتب عربي تنشر له جامعة أريزونا بالولايات المتحدة خمس أعمال باللغة الإنجليزية وثلاث باللغة العربية، ورئيس تحرير مجلة رؤيا والتي تصدر في مصر، وهو أول كاتب عربي تطبع أعماله للأطفال والكبار على الإنترنت، وأول كاتب عربي تنشر له جامعة أريزونا بالولايات المتحدة خمس مسرحيات باللغة الإنجليزية وثلاث مسرحيات باللغة العربية علي الإنترنت، وأول كاتب عربي تنشر له المملكة البريطانية سبعة أعمال مسرحية باللغة الإنجليزية، وله العديد من المطبوعات  ومنها (مسرحيات للكبار- مسرحيات للصغار) وقدم أعمال مسرحية للصغار والكبار وأخرج للمسرح العديد من الأعمال، وقام بتأسيس جماعات تجريبية للمسرح وله العديد من المسلسلات التليفزيونية والمسلسلات الإذاعية وله العديد من الكتب ودراسات مسرحية قُدمت عن أعماله المسرحية ونشرت أعماله في الصحف والمجلات العربية، وشارك في مهرجان قرطاج بتونس، وبغداد (العراق)، الأردن، أبو ظبي، القاهرة، الإسكندرية، مطروح.

## العضوية
- عضو اتحاد الكُتاب العرب.
- عضو اتحاد الكُتاب المصريين.
- عضو نقابة المهن التمثيلية المصرية.
- عضو نقابة المهن السينمائية المصرية.
- عضو نادي القلم الدولي فرع مصر.
- عضو شرفي في المنظمة الأمريكية للتربية المسرحية في جامعة أريزرونا بالولايات المتحدة.[6]

## الأعمال

### الروايات
- نمسافر بلاهوية عام 1993.[7]
- رواية نسكافيه عام 2010: يقول الكاتب السيد حافظ في هذه الرواية أحب بلادى التي استطيع أن أضمها كل ليلة في حضنى كوردة، أو وسادة، أو جملة في عبارة، أحبها وهي على حافة المقبرة ملطخة بالدم والشقاء من آلاف السنين.[8]
- رواية قهوة سادة عام 2011: في هذه الرواية مسارات للدهشة والميلاد ويواجهنا الكاتب بملحمة روائية مسكونة بقسوة الاقدار وغموض العشق ومراوغات التاريخ.[9]
- رواية كابتشينو عام 2012.
- رواية شاى بالياسمين عام 2013.
- رواية شاى اخضر عام 2014.[10]

### مطبوعات مسرحية للكبار
- كبرياء التفاهة في بلاد اللامعنى عام 1970.
- الطبول الخرساء في الأدوية الزرقاء عام 1971.
- سيمفونية الحب (مجموعة قصصية) عام 1980.
- حبيبتى أنا مسافر (مسرحية) عام 1979.
- هم كما هم ولكنهم ليس هم الزعاليك (مسرحية) عام 1980.
- ظهور واختفاء أبو زر الغفارى (مسرحية) عام 1981.
- حبيبتى أميرة السينما (مسرحية) عام 1982.
- حكاية الفلاح عبدالمطيع (مسرحية) عام 1982.
- يازمن الكلمة الكذب/الخوف/الموت عام 1987.
- 6 رجال في معتقل (طبعة ثالثة) عام 1989.
- سيمفونية الحب (طبعة ثانية) عام 1991.
- كبرياء التفاهة في بلاد اللامعنى (طبعة ثانية) عام 1991.
- سيزيف القرن العشرين (طبعة أولى) عام 1991.
- 9 مسرحيات تجريبية.[11]
- الأشجار تنحنى أحيانا عام 1992.[12]
- رحلات ابن بسبوسة عام 1994.
- ملك الزبالة عام 1995.
- إشاعة (6 مسرحيات فصل واحد) عام 1995.
- وسام من الرئيس عام 1997.
- مسافرون بلا هويه عام 1997.
- عبد الله النديم عام 1997.
- قراقوش والأراجوز عام 1998.
- حرب الملوخية عام 2000.
- ملك الزبالة عام 2001.
- وجوه في الليالي الضائعة عام 2003.
- الغجرية والصعلوك عام 2003.
- خطفوني ولاد الايه عام 2004.
- طفل وقوقع وقوس قزح عام 2004.
- الخادمة والعجوز عام 2004.
- مطلوب حيا أو ميتا عام 2004.
- أمرأتان عام 2004.
- الفلاح عبد المطيع وخمس مسرحيات أخري عام 2004.[11][13]

### مطبوعات مسرحية للصغار
- سندس عام 1987.
- على بابا عام 1987.
- عنتر بن شداد عام 1987.
- فرسان بنى هلال عام 1987.
- أبوزيد الهلالى عام 1995.
- قميص السعادة عام 1995.
- أولاد جحا عام 1996.
- سندريلا عام 1996.
- قطر الندى عام 1996.
- حب الرومان عام 1996.
- الوحش العجيب عام 1996.
- سندريلا والأمير عام 1996.
- ننوسة والعم كمال عام 1996.
- حمدان ومشمشة عام 1996.
- كوكي تحب القمر عام 2003.
- سندس عام 2004.[2][4]

## الجوائز
- حصل على الجائزة الأولى في التأليف المسرحي بمصر عام 1970.[14]
- حصل على جائزة أحسن مؤلف لعمل مسرحى موجه للأطفال في الكويت عن مسرحية سندريلا عام 1980.[15][16]